# Ryan McDonald (Schauspieler, 1930)
Ryan McDonald (* 4. September 1930; † 13. Februar 2020 in Hollywood, Kalifornien) war ein Schauspieler, Filmschauspieler und Fernsehschauspieler.

## Leben
Ryan McDonald wurde 1930 geboren. Er begann seine Schauspielkarriere 1954, bis zuletzt im Jahr 2012 spielte er in rund 80 Film- und vor allem Fernsehproduktionen mit.

## Filmografie
- 1954: The Secret Storm
- 1956: The Edge of Night
- 1963: General Hospital
- 1968: Mannix
- 1968–1973: The Doris Day Show
- 1970: Männerwirtschaft (The Odd Couple)
- 1971: Nanny and the Professor
- 1971: Monty Nash
- 1971: Love Hate Love
- 1972: Lassie
- 1972: The Streets of San Francisco
- 1972–1992: Zeit der Sehnsucht (Days of Our Lives)
- 1972: The F. B. I.
- 1973: The Great American Beauty Contest
- 1973: Marcus Welby, M. D
- 1973: Here’s Lucy
- 1974–1975: Police Story
- 1974: The Rockford Files
- 1975–1978: Police Woman
- 1975: Emergency!
- 1975–1977: The Six Million Dollar Man
- 1975: Columbo: Der Schlaf, der nie endet
- 1975: Medical Story
- 1975: Reflections of Passion
- 1976: Gemini Man
- 1976–1977: Rich Man, Poor Man
- 1977: Carter Country
- 1977: Stonestreet: Who Killed the Centerfold Model?
- 1978: The Next Step Beyond
- 1978: The Hardy Boys/Nancy Drew Mysteries
- 1978: Barnaby Jones
- 1979–1982: Quincy (Quincy, M.E.)
- 1979: The Runaways
- 1979: Beggarman, Thief
- 1981: Flamingo Road
- 1981: The Brady Girls Get Married
- 1982: The Greatest American Hero
- 1982: Hart to Hart
- 1982: CBS Afternoon Playhouse
- 1982: The Devlin Connection
- 1982: Newhart
- 1983: Dallas
- 1983: Knots Landing
- 1983: Thursday’s Child
- 1983: Grace Kelly
- 1983: Sitcom
- 1984: T.J. Hooker
- 1984–1990: Falcon Crest
- 1985: Starchaser: The Legend of Orin
- 1985: The Facts of Life
- 1985: E/R
- 1985: Remington Steele
- 1985: Airwolf
- 1987: Nutcracker: Money, Madness & Murder
- 1987: Santa Barbara
- 1988: Favorite Son
- 1989: Quantum Leap
- 1989–1990: Schatten der Leidenschaft (The Young and the Restless)
- 1990: Lifestories
- 1991: Jake und McCabe – Durch dick und dünn (Jake and the Fatman)
- 1991: Equal Justice
- 1991: Homefront
- 1991: The Forfeit
- 1991: Future Kick
- 1991: JFK
- 1992: Newsies
- 1993: Doogie Howser, M.D.
- 1993: Harrys Nest (Empty Nest)
- 1993: The Positively True Adventures of the Alleged Texas Cheerleader-Murdering Mom
- 1994: The Enemy Within
- 1995: Temptress
- 1995: Star Trek: Raumschiff Voyager (Star Trek: Voyager)
- 1997: Black Dawn
- 2003: Slaves of the Realm
- 2012: Crimes of Mike Recket